# Liste von Persönlichkeiten der Stadt Geyer
Die Liste von Persönlichkeiten der Stadt Geyer enthält Personen, die in der Geschichte der sächsischen Stadt Geyer im Erzgebirge eine nachhaltige Rolle gespielt haben. Es handelt sich dabei um Persönlichkeiten, die Ehrenbürger der Stadt sind, hier geboren sind oder in Geyer gewirkt haben und gestorben sind.

## Söhne und Töchter der Stadt
Die folgende Übersicht enthält Personen, die in der Stadt Geyer geboren wurden:
- Johann Ehrenhold Ullmann (1779–1831), sächsischer Bergrat und polnischer Berghauptmann
- Carl Wilhelm Blüher (1790–1857), Jurist und Politiker
- Friedrich Gustav Blüher (1794–1863), evangelischer Pfarrer, Heimatforscher und Autor
- Hermann Theodor Haustein (1814–1873), Jurist und Politiker, MdL (Königreich Sachsen)
- Carl Friedrich Otto Graupner (1823–unbekannt), Lehrer und Dichter
- Ottomar Blüher (1824–1891), Jurist und Politiker, MdL
- Karl Demmler (1841–1930), Politiker (SPD), MdL
- Maximilian Weigel (1881–1953), Jurist, Politiker (DDP, LDPD) und Mundartdichter des Erzgebirges
- Walter Fröbe (1889–1946), Heimatforscher
- Walter Naumann (1905–nach 1966), Internist, Chefarzt und Hochschullehrer
- Kuno Klötzer (1922–2011), Fußballspieler und -trainer
- Manfred Pollmer (1922–2000), Mundartdichter und Heimatforscher
- Gerhard Weigert (1924–2005), Gewerkschafter und niedersächsischer Politiker der SPD
- Helmar Junghans (1931–2010), Theologe und Kirchenhistoriker
- Karl Thierfelder (* 1933), Leichtathlet
- Christine Nestler (* 1940), Skilangläuferin
- Lothar Handschack (* 1948), Rechtsanwalt und Stadtrat in Geyer, Mitglied der ersten freigewählten Volkskammer der DDR, MdB
- Terence Weber (* 1996), Nordischer Kombinierer

## Ehrenbürger
Die folgende Übersicht enthält Personen, die von der Stadt Geyer die Ehrenbürgerwürde verliehen bekamen. Die Auflistung erfolgt nach dem Zeitpunkt der Verleihung; vor 1945 ist die Liste noch unvollständig.
- 1895 Fürst Otto von Bismarck (1815–1898), Gründer und erster Kanzler des Deutschen Reiches
- 1924 Karl Demmler (1841–1930), führender sozialdemokratischer Politiker in Geyer
- 2018 Eric Frenzel (* 1988), Nordischer Kombinierer[1]

## Weitere Persönlichkeiten
Nicht in Geyer geboren wurden die folgenden Personen, sie haben jedoch in Geyer gewirkt:
- Adam Ries (1492–1559), Rechenmeister, wirkte 1533–1539 als Zehntner im Bergamt zu Geyer
- Hieronymus Lotter (1497–1580), erster Oberbaumeister des Schlosses Augustusburg, verstarb am 22. Juli 1580 in Geyer („Lotterhof“)
- Evan Evans (1765–1844), britischer Maschinenbauer, Erbauer der Spinnerei Siebenhöfen
- Eli Evans (1805–1882), Unternehmer in Siebenhöfen und Politiker, MdL, MdNV
- Gustav Zschierlich (1837–1925), Farbenwerksbesitzer in Geyer und konservativer Politiker, MdL
- Karl Demmler (1841–1930), sozialdemokratischer Politiker
- Hermann Lungwitz (1845–1927), Oberlehrer in Geyer und Heimatforscher